# 中国政治学会 (中华人民共和国)
中国政治学会（Chinese Association of Political Science）是中华人民共和国政治学工作者组成的全国性、学术性、非营利性社会团体，由中国社会科学院政治学研究所主管，在民政部登记，于1980年在北京建立，其與1932年成立、在臺灣臺北復會、現任會長朱景鵬教授的另一中國政治學會沒有任何關聯。